# Kościół Narodzenia Najświętszej Maryi Panny w Pełczycach
Kościół Narodzenia Najświętszej Maryi Panny w Pełczycach – rzymskokatolicki kościół parafialny w Pełczycach, w powiecie choszczeńskim, w województwie zachodniopomorskim. Należy do dekanatu Barlinek archidiecezji szczecińsko-kamieńskiej.

## Historia

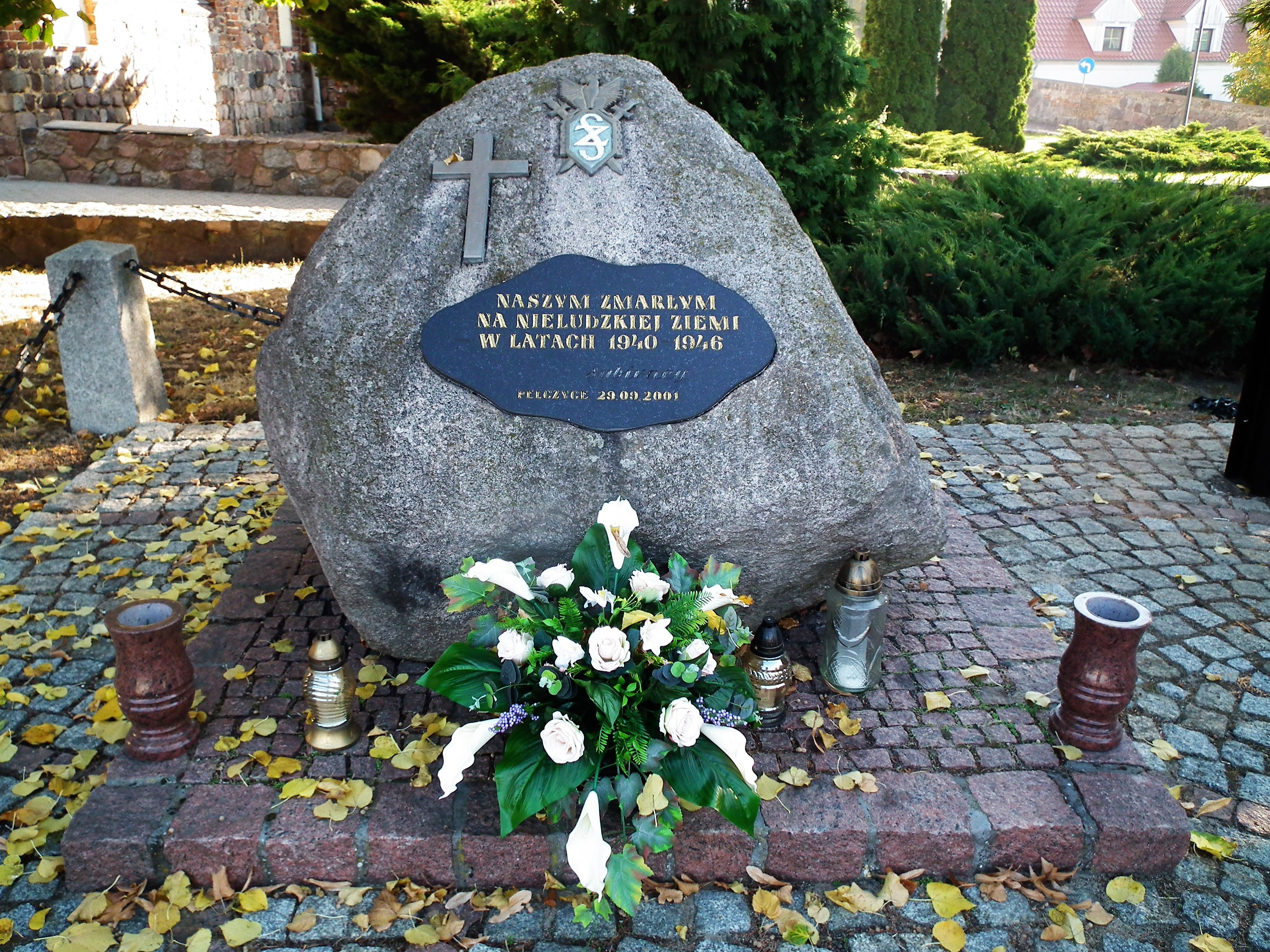
Głaz pamiątkowy

Świątynia została wzniesiona w końcu XIII wieku z kostki granitowej i cegły. w XV wieku została przebudowana w stylu gotyckim. W latach 1290–1537 patronat nad kościołem sprawowały miejscowe cysterki, następnie ród von Waldowów. W 1 ćwierci XVIII wieku, po zniszczeniu przez pożar, budowla została ponownie przebudowana: nadano jej kształt krzyża greckiego i wzniesiono cztery barokowe szczyty. W 1729 roku została wzniesiona szachulcowa wieża z hełmem nad częścią zachodnią i zostało przebudowane wnętrze. Kościół poświęcony jako rzymskokatolicki w dniu 8 września 1946 roku przez księdza Franciszka Łojka. W 2004 roku świątynia otrzymała sprowadzone z Włoch relikwie św. Franciszka z Asyżu.

## Architektura i wyposażenie
Jest to budowla jednonawowa wzniesiona na planie krzyża greckiego. W świątyni mieści się drewniana płaskorzeźba z motywami heraldycznymi i liśćmi akantu z XVIII stulecia oraz dwie inskrypcje: pierwsza informuje o pożarze kościoła, druga o odbudowie budowli przez króla Prus. W latach 60. XX wieku został zamontowany nowy ołtarz oraz witraże wykonane przez artystę Ostrzołka z Krakowa. Ołtarz boczny z drugiej połowy XVIII wieku pochodzi z nieistniejącej już świątyni w Niepołcku. Chrzcielnica reprezentuje styl neogotycki, żyrandol, wykonany w Berlinie, pochodzi z 1906 roku i ufundowali go mieszkańcy Pełczyc.

## Otoczenie
Przy kościele stoi pomnik z 2010 w formie głazu z tablicą pamiątkową o treści: Naszym zmarłym na nieludzkiej ziemi w latach 1940-1946.